# Jan Seklucjan

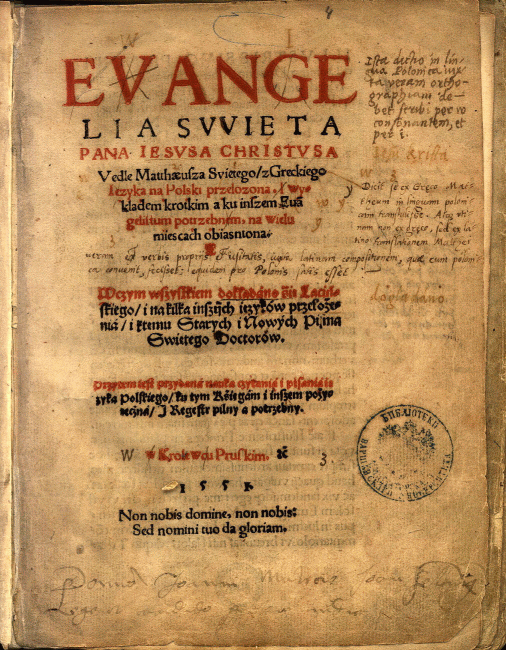
Neues Testament, 1551

Jan Seklucjan (auch Johannes Seclucianus, Johannes Seclutianus; * um 1510/15; † 1578) war ein polnischer lutherischer Prediger, Übersetzer und Herausgeber. Er ließ die ersten lutherischen Texte und das erste Neue Testament in polnischer Sprache drucken.

## Leben
Seklutian kam möglicherweise aus Siekluki bei Radom oder einem gleichnamigen Ort in Großpolen. 1536 war er an der Universität in Leipzig immatrikuliert und erwarb dort den Grad eines Baccalaureus.
1538 war Johannes Seclutian königlicher Schreiber in Posen. Als Priester wurde er 1543 wegen lutherischer Predigten von Bischof Sebastian Branicki von Posen angeklagt. Er floh in das protestantische Herzogtum Preußen nach Königsberg.
Dort entfaltete er ein reiches verlegerisches Schaffen und druckte die ersten lutherischen Bekenntnisschriften, Bibeltexte und Kirchenlieder in polnischer Sprache.
Er wirkte zugleich als  lutherischer Prediger der polnischen Gemeinde an der Kirche St. Nikolai (Steindammer Kirche), die ein Sammelplatz der polnischen und litauischen Emigranten wurde.

## Schriften
Seklutian war als Verleger und Herausgeber in Königsberg tätig, einige Texte übersetzte er auch selbst. Insgesamt sind heute über 15 Schriften erhalten.
- 1545 die erste polnische Übersetzung des Kleinen Katechismus von Martin Luther[3],
- 1547 der Große Katechismus Luthers
- 1547 ein polnisches Gesangbuch mit 35 Liedern, darunter 8 von  Luther.
- 1550 folgte eine polnische Hauspostille.
- 1551–53 verlegte er das erste Neue Testament in polnischer Sprache, übersetzt vom lutherischen Linguisten Stanisław Murzynowski aus dem griechischen Urtext.

Zu den von ihm verlegten Autoren gehörte auch der Schriftsteller Mikołaj Rej.